# Alain Clark
Alain Clark (Haarlem, 4 juni 1979) is een Nederlands popmuzikant, schrijver en producer. Hij scoorde hits met nummers als This ain't gonna work (2007), Father and Friend (2008), Blow me away (2008) en Back in my world (2013).

## Biografie
Alain Clark is geboren in Haarlem. Hij bezocht daar het Coornhert Lyceum. Hij woonde ook drie jaar in de Verenigde Staten om het vak te leren. In 2004 kwam Clarks eerste album uit, Alain Clark, met daarop zelfgeschreven Nederlandstalige nummers. Met de single Heerlijk scoorde hij een hit.
Als producer werkte hij onder meer voor Ali B en produceerde hij het debuutalbum van Boris. Ook schreef en produceerde hij het noveltynummer Vakkenvuller, een Nederlandstalige bewerking van Eamons hit Fuck it (I don't want you back). Vakkenvuller werd ingezongen door Simon, die er in 2004 een top-10 hit mee scoorde in de Nederlandse Top 40. In 2004 won Alain Clark een Zilveren Harp.
In januari 2007 werkte Clark met onder anderen drummer Steve Gadd aan zijn eerste Engelstalige album Live it out, dat al na twaalf weken bekroond werd met een gouden plaat. Volgens de website van Alain is het album inmiddels drie maal platina, wat betekent dat het meer dan 180.000 keer over de toonbank is gegaan.
Ook de singles van Live It Out werden grote successen. De eerste single, This ain't gonna work, werd een top 3-hit en stond veertien weken in de Top 40. De tweede single, Father and Friend, een duet met zijn vader Dane, was zelfs nog succesvoller. Dane Clark is een voormalig soulzanger van de band Dane and the Dukes of Soul. Na het grote succes van Father and Friend werd ook Blow me away nog een top 10-hit. Eind 2007 ontving Alain Clark een Mega Award.
Door het grote succes in Nederland probeerde Alain Clark ook in het buitenland door te breken. Als gevolg van een deal met Warner Music Uk Ltd. werd single Father and Friend in 2009 o.a. in het Verenigd Koninkrijk, Italië en Zwitserland uitgebracht. In Nederland ontving hij in 2009 een Edison Music Award voor de beste mannelijke artiest.
In 2010 bracht Clark zijn tweede Engelstalige album Colorblind uit. Bij het verschijnen ervan bereikte de plaat al meteen de gouden status. De eerste single Love is everywhere werd een hit, maar de daarop volgende singles bleven hangen in de Tipparade. Colorblind verscheen in 2010 onder andere in Italië, Zwitserland en Brazilië.
In 2012 kwam het funky album Generation love revival uit, waarvan de single Let some air in een bescheiden hit werd. In april 2013 verscheen het door Clark mede geschreven en matig ontvangen Koningslied. In dezelfde periode scoorde hij een hit met Back in my world, dat de voorloper was op zijn album Walk with me, dat in 2014 werd uitgebracht. Clark tekende in 2015 een contract bij het Amerikaanse platenlabel Concord Music.
Zijn vijfde Engelstalige studioalbum, Bad therapy, verscheen eind 2017 maar werd geen groot succes. In 2018 deed hij mee aan het televisieprogramma Beste Zangers. In 2019 kwam het album Sunday Afternoon uit. Clark was in 2019 in het persiflageprogramma De TV Kantine te zien als RuPaul en in 2020 als Pierre van Hooijdonk. In 2021 sprak Clark voor de film Raya and the Last Dragon de stem in van Chief Benja, de vader van het titelpersonage Raya.

### Privéleven
Alain Clark heeft een zoon. Tevens heeft Alain Clark een kinderboek geschreven. Het boek bestaat uit verhalen die hij aan zijn zoontje vertelt. Het boek heet Kat en Vis en is begin 2018 uitgegeven. Clark ontving voor dit boekje de Sardes-Leespluim mei 2018.

## Discografie

### Albums
| Album met eventuele hitnotering(en) in de Nederlandse Album Top 100 | Datum van verschijnen | Datum van binnenkomst | Hoogste positie | Aantal weken | Opmerkingen                             |
| ------------------------------------------------------------------- | --------------------- | --------------------- | --------------- | ------------ | --------------------------------------- |
| Alain Clark                                                         | 2004                  | -                     |                 |              |                                         |
| Live it out                                                         | 02-11-2007            | 10-11-2007            | 2               | 78           | 3x Platina                              |
| Colorblind                                                          | 28-05-2010            | 05-06-2010            | 1(1wk)          | 39           | 2x Platina                              |
| Live                                                                | 16-12-2011            | 24-12-2011            | 39              | 8            | met The Metropole Orchestra / Livealbum |
| Generation love revival                                             | 18-05-2012            | 26-05-2012            | 5               | 13           |                                         |
| Walk with me                                                        | 14-02-2014            | 22-02-2014            | 3               | 13           |                                         |
| Bad therapy                                                         | 24-11-2017            | 02-12-2017            | 58              | 3            |                                         |
| Sunday afternoon                                                    | 24-01-2020            | 01-02-2020            | 93              | 1            |                                         |

### Singles
| Single met eventuele hitnotering(en) in de Nederlandse Top 40 | Datum van verschijnen | Datum van binnenkomst | Hoogste positie | Aantal weken | Opmerkingen |
| ------------------------------------------------------------- | --------------------- | --------------------- | --------------- | ------------ | --- |
| Heerlijk                                                      | 2004                  | 21-02-2004            | 22              | 6            | Nr. 18 in de Single Top 100                                                                                       |
| Vrij                                                          | 2004                  | 29-05-2004            | tip10           | -            | Nr. 43 in de Single Top 100                                                                                       |
| Ringtone                                                      | 2004                  | 04-09-2004            | tip2            | -            | Nr. 32 in de Single Top 100                                                                                       |
| Als je iets kan doen                                          | 2005                  | 15-01-2005            | 1(4wk)          | 9            | Als onderdeel van Artiesten voor Azië / Nr. 1 in de Single Top 100 / Alarmschijf / Best verkochte single van 2005 |
| This Ain't Gonna Work                                         | 2007                  | 20-10-2007            | 3               | 14           | Nr. 11 in de Single Top 100 / Alarmschijf                                                                         |
| Father and Friend                                             | 07-01-2008            | 19-01-2008            | 2               | 20           | Met Dane Clark / Nr. 2 in de Single Top 100 / Alarmschijf                                                         |
| Blow Me Away                                                  | 25-04-2008            | 17-05-2008            | 8               | 15           | Nr. 14 in de Single Top 100 / Alarmschijf                                                                         |
| Fell In Love                                                  | 17-10-2008            | 11-10-2008            | 19              | 7            | Nr. 10 in de Single Top 100 / Alarmschijf                                                                         |
| Hold On                                                       | 10-04-2009            | 11-04-2009            | 15              | 8            | Nr. 12 in de Single Top 100                                                                                       |
| Love Is Everywhere                                            | 16-04-2010            | 24-04-2010            | 15              | 10           | Nr. 2 in de Single Top 100                                                                                        |
| For Freedom                                                   | 2010                  | 26-06-2010            | tip11           | -            | |
| Good Days                                                     | 2010                  | 18-09-2010            | tip5            | -            | Nr. 9 in de Single Top 100                                                                                        |
| Too Soon to End                                               | 2010                  | -                     |                 |              | met Diana Birch / Nr. 62 in de Single Top 100                                                                     |
| Dancing in the Street                                         | 10-12-2010            | -                     |                 |              | met Ben Saunders / Nr. 28 in de Single Top 100                                                                    |
| Foxy Lady                                                     | 2011                  | 19-03-2011            | 15              | 8            | Nr. 51 in de Single Top 100 / Soundtrack Gooische Vrouwen                                                         |
| Wherever I Go                                                 | 2011                  | 09-04-2011            | tip2            | -            | met Jacqueline Govaert / Nr. 33 in de Single Top 100                                                              |
| Let Some Air In                                               | 2012                  | 16-06-2012            | 33              | 3            | Nr. 38 in de Single Top 100                                                                                       |
| Back in My World                                              | 2013                  | 23-03-2013            | 11              | 12           | Nr. 14 in de Single Top 100 / Alarmschijf                                                                         |
| Koningslied                                                   | 19-04-2013            | 27-04-2013            | 2               | 4            | als onderdeel van Nationaal Comité Inhuldiging / Nr. 1 in de Single Top 100                                       |
| Lose Ourselves                                                | 2013                  | 03-08-2013            | 33              | 3            | Nr. 88 in de Single Top 100                                                                                       |
| Anywhere Else                                                 | 2013                  | 30-11-2013            | tip6            | -            | |
| Whatever                                                      | 2014                  | 08-03-2014            | tip17           | -            | |
| Sweet Taste                                                   | 2014                  | 07-06-2014            | tip13           | -            | |
| Going Back for Christmas                                      | 2014                  | -                     |                 |              | met Dane Clark / Nr. 72 in de Single Top 100                                                                      |
| Kiss You the Same                                             | 2017                  | 10-06-2017            | tip1            | -            | |
| Deze is voor jou                                              | 2020                  | 28-03-2020            | tip21           | -            | |
| Yes                                                           | 2021                  | 03-04-2021            | tip24           | -            | |
| Friend                                                        | 2023                  | -                     |                 |              | met Marc Broussard                                                                                                |

| Single met hitnotering(en) in de Vlaamse Ultratop 50 | Datum van verschijnen | Datum van binnenkomst | Hoogste positie | Aantal weken | Opmerkingen                                    |
| ---------------------------------------------------- | --------------------- | --------------------- | --------------- | ------------ | ---------------------------------------------- |
| Koningslied                                          | 2013                  | 11-05-2013            | 41              | 1            | als onderdeel van Nationaal Comité Inhuldiging |
| Ik wil slapen                                        | 2018                  | 28-07-2018            | tip13           | -            | met Jan Smit en Glen Faria                     |
| Deze is voor jou                                     | 2020                  | 11-04-2020            | tip             | -            |                                                |

### NPO Radio 2 Top 2000
| Nummers met noteringen in de NPO Radio 2 Top 2000 | '09  | '10 | '11 | '12 | '13 | '14 | '15 | '16 | '17 | '18  | '19  | '20  | '21  | '22  | '23  | '24  |
| ------------------------------------------------- | ---- | --- | --- | --- | --- | --- | --- | --- | --- | ---- | ---- | ---- | ---- | ---- | ---- | ---- |
| Blow Me Away                                      | 1737 | -   | -   | -   | -   | -   | -   | -   | -   | -    | -    | -    | -    | -    | -    | -    |
| Father and Friend                                 | 153  | 94  | 156 | 345 | 387 | 484 | 573 | 625 | 752 | 1012 | 1199 | 1211 | 1321 | 1590 | 1776 | 1789 |
| Love Is Everywhere                                | ×    | 959 | -   | -   | -   | -   | -   | -   | -   | -    | -    | -    | -    | -    | -    | -    |

1. ↑  Een '-' betekent dat het nummer niet was genoteerd, een '×' betekent dat het nummer nog niet was uitgebracht en een vetgedrukt getal geeft de hoogste notering van een nummer aan.
2. ↑  2009 was het eerste jaar met een notering voor Alain Clark.

- Gemeinsame Normdatei: 1201616018
- International Standard Name Identifier: 0000 0003 7256 2726
- MusicBrainz: 56b2a028-50b7-446b-abec-88b80a3528ce
- Virtual International Authority File: 307175139
- WorldCat: E39PBJqK8JJ4kxYwgyrDXqbTpP